# Dichocrocis clytusalis
Espèce
Dichocrocis clytusalis est une espèce de lépidoptères (papillons) de la famille des Crambidae originaire Du Nord-est de l'Australie.
L'imago a une envergure de 2 cm et des ailes jaunes avec des barres en zigzag brunes.
La chenille se nourrit sur le genre Brachychiton.

## Référence
- http://lepidoptera.butterflyhouse.com.au/pyru/clytus.html